# Зловещая долина

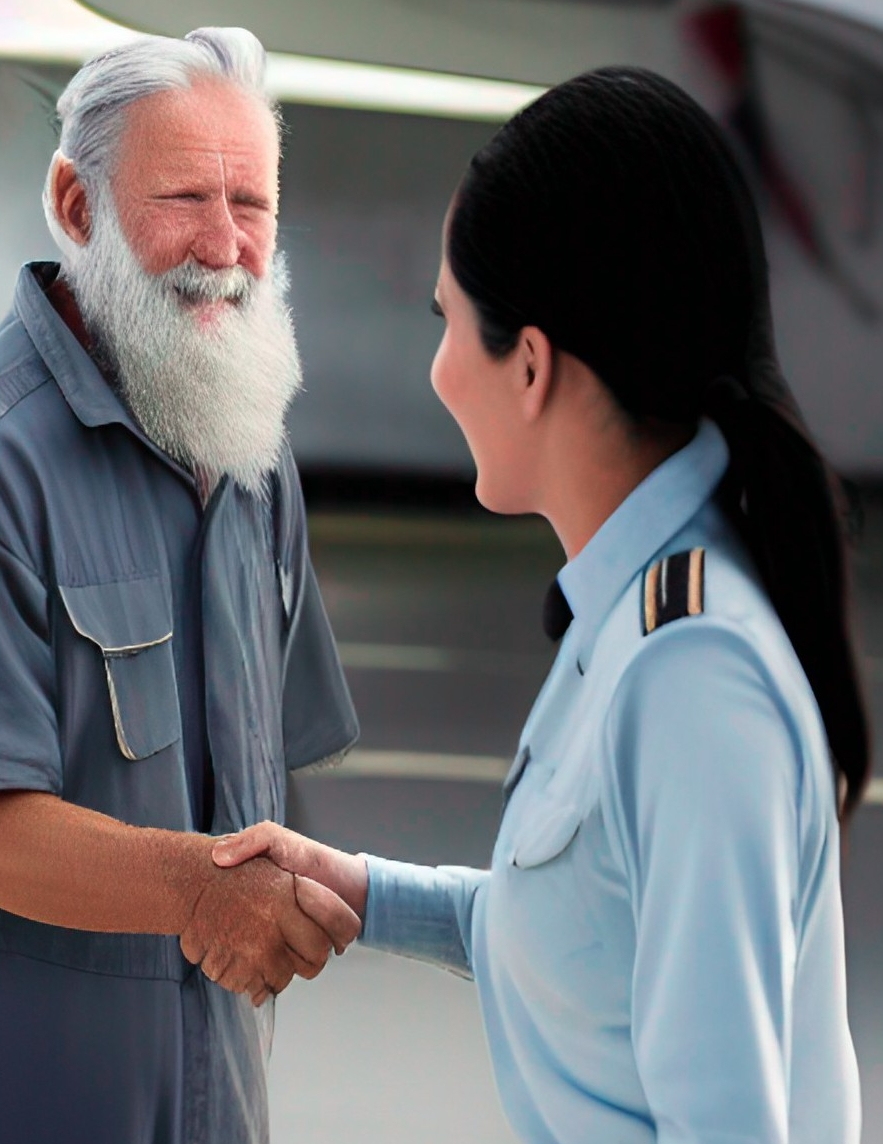
Изображение, созданное искусственным интеллектом, наполнено мелкими деталями, доставляя дискомфорт зрителям

Эмоциональная реакция человека в зависимости от человекоподобности наблюдаемого объекта (гипотетический график)

Эффе́кт «злове́щей доли́ны» (яп. 不気味の谷 букими но тани, англ. uncanny valley) — явление, основанное на гипотезе, сформулированной японским учёным-робототехником и инженером Масахиро Мори. Она подразумевает, что робот или другой объект, выглядящий или действующий примерно как человек (но не точно так, как настоящий), вызывает неприязнь и отвращение у людей-наблюдателей.

## История
В 1978 году японский учёный Масахиро Мори провёл опрос, исследуя эмоциональную реакцию людей на внешний вид роботов. Поначалу результаты были предсказуемыми: чем больше робот похож на человека, тем симпатичнее он кажется — но лишь до определённого предела. Наиболее человекоподобные роботы неожиданно оказались неприятны людям из-за мелких несоответствий реальности, вызывающих чувство дискомфорта и страха. Неожиданный спад на графике «симпатии» и был назван «зловещей долиной», притом Мори обнаружил, что анимация усиливает и позитивное, и негативное восприятие.

## Возможные причины
Феномен возникновения этого типа переживания рассматривался немецкими психологами Эрнстом Йенчем и Зигмундом Фрейдом (см. работу «Жуткое»).

## Проявления
Феноменом «зловещей долины» издавна пользуются создатели фильмов, литературы, игр и анимации, чтобы вызвать чувство страха, — достаточно вспомнить чудовище Франкенштейна, различных киборгов в человеческой плоти, зомби, медсестёр из серии компьютерных игр Silent Hill и одноимённого фильма, пугающую непропорциональность мальчика на психоделической картине Билла Стоунхема The Hands Resist Him или Садако из фильма «Звонок».
Искусственные персонажи, которые должны вызывать симпатию, не должны быть чересчур похожи на людей, особенно если они анимированы — это хорошо знают мультипликаторы.

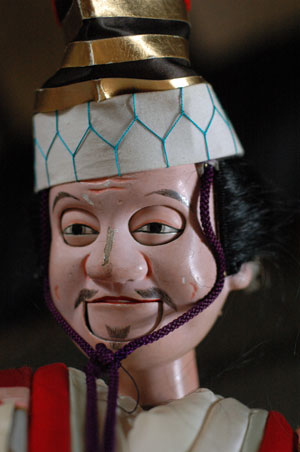
Кукла Бунраку

## В художественной и мемуарной литературе
Страх, возникающий при созерцании «человека», имеющего небольшие отклонения от нормы, и усиление впечатления из-за его движения были подмечены ещё в 1818 году писательницей Мэри Шелли в романе «Франкенштейн, или Современный Прометей»:

Как описать мои чувства при этом ужасном зрелище, как изобразить несчастного, созданного мною с таким неимоверным трудом? А между тем члены его были соразмерны, и я подобрал для него красивые черты. Красивые — Боже великий! Жёлтая кожа слишком туго обтягивала его мускулы и жилы; волосы были чёрные, блестящие и длинные, а зубы белые как жемчуг; но тем страшнее был их контраст с водянистыми глазами, почти неотличимыми по цвету от глазниц, с сухой кожей и узкой прорезью чёрного рта. <…> На него невозможно было смотреть без содрогания. Никакая мумия, возвращённая к жизни, не могла быть ужаснее этого чудовища. Я видел своё творение неоконченным; оно и тогда было уродливо; но когда его суставы и мускулы пришли в движение, получилось нечто более страшное, чем все вымыслы Данте.
— Мэри Шелли. Франкенштейн, или Современный Прометей
Наблюдения по поводу манекена Ивана Ивановича описал в своей книге «С человеком на борту» лётчик-испытатель, инженер-методист первого отряда космонавтов и писатель Марк Галлай:

В отличие от них, манекен, как существо неживое (которое, например, объесться чем-либо было не в состоянии), казалось бы, никаких дискуссионных проблем вызвать не мог. Не должен был… Однако это только так казалось. Как вскоре выяснилось, одна из извечных общих проблем моделирования — об оптимальной мере приближения модели к натуре — проявила себя и здесь.
В одной из комнат пристройки к монтажно-испытательному корпусу расположились «спасенцы» — представители конструкторского бюро, создавшего катапультируемое кресло и скафандр космонавта. За несколько дней до пуска корабля-спутника — это было, если не ошибаюсь, как раз в день моего первого приезда на космодром — они предъявили Королёву и нескольким «сопровождающим его лицам» всё своё хозяйство в собранном виде: кресло и прикреплённый к нему системой привязных ремней облачённый в ярко-оранжевый скафандр манекен.
Изготовители манекена постарались, чтобы всё — во всяком случае, всё доступное обозрению — в нём было «как у человека». А посему сделали ему лицо совершенно человекоподобное: со ртом, носом, глазами, бровями, даже ресницами… Я не удержался от реплики, что, мол, увидев такую фигуру где-нибудь в поле или в лесу, наверное, в первый момент принял бы её за покойника.

И действительно, было в сидящем перед нами манекене что-то мертвенно-неприятное. Наверное, всё-таки нельзя, чтобы нечеловек был чересчур похож на человека.— Галлай М. Л. С человеком на борту. — М.: Советский писатель, 1985.